# 広島市立竹屋小学校
広島市立竹屋小学校（ひろしましりつたけやしょうがっこう）は広島県広島市中区鶴見町にある公立小学校。

## 概要
広島市の中心部に位置し、東に京橋川を隔てて比治山公園、北には平和大通りが通っている。
海外から移住した両親を持つ児童が多く、PTAなどにより校歌は韓国語、中国語、タガログ語、英語、ロシア語の5カ国語に翻訳されている。

## 通学地域
流川町（1～3番を除く）、西平塚町、宝町、田中町、鶴見町、薬研堀、三川町、昭和町、東平塚町、富士見町、竹屋町

## 沿革
旧ホームページを参照。（リンクを開き、ページ左側のメニューにある「学校概要」をクリック。学校概要で、下から2番目の「沿革」をクリック。）

## 出身著名人
- 中田翔 - プロ野球選手